# Bad Pirawarth
Bad Pirawarth är en ort och kommun  i Österrike. Den ligger i distriktet Gänserndorf i förbundslandet Niederösterreich, 32 kilometer nordost om huvudstaden Wien. 
Kommunen består av två orter (Ortschaften) (inom parentes invånarantal 1 januari 2024):
- Bad Pirawarth (1 301)
- Kollnbrunn (455)